# Rubus cubitans
Rubus cubitans är en rosväxtart som beskrevs av Blanchard. Rubus cubitans ingår i släktet rubusar, och familjen rosväxter. Inga underarter finns listade i Catalogue of Life.